# Екадаші
Ека́даші (санскр. एकादशी — «одинадцять») — одинадцятий день (тітхі) після повного місяця і молодика кожного місячного місяця в індуїстському календарю. В індуїзмі та джайнізмі дні екадаши вважаються особливо сприятливими для здійснення тапасьї (аскези або епітімьї). Індуїсти в дні екадаші постяться або повністю, або тільки без вживання злакових та зернобобових продуктів. Особливо важливе духовне значення екадаши має у вайшнавізмі.

## Значення
У день екадаші індуїсти утримуються від вживання зернових та бобових і наполегливо вправляються в духовній практиці. Послідовники індуїзму вважають, що духовна аскеза в дні екадаші допомагає душі досягти звільнення з колеса народження і смерті. Екадаші сприяє очищенню на фізичному, ментальному і духовному рівні. Аюрведична медицина радить піст, як один із засобів збереження та зміцнення здоров'я. Піст в екадаші захищає і виліковує від багатьох хвороб.
Дотримання екадаші є однією з встановлених індуїстськими писаннями церемоній очищення, задля того, щоб людина могла духовно піднятися. Послідовники різних напрямків індуїзму постяться в дні екадаші з метою отримати милість Бога та звільнитися з ілюзії матеріального існування. Сила екадаші надзвичайна – постійне дотримання посту в ці дні приводить до звільнення індивідуума з колеса самсари. Тому екадаші ще називають «найкращою з усіх можливостей».

## Історія виникнення
У писанні «Падма-пурані» сказано, щоб допомогти живим істотам звільнитися від поганої карми, Вішну проявив із себе богиню місячного дня Екадаші. Шануючи цю богиню живі істоти отримують можливість швидко досягнути духовний світ Вайкунтгі. Уособленому гріхові Папапуруші ніде стало жити і він звернувся з проханням до Вішну. Щоб урятувати його, Вішну дарував йому можливість ховатися від дії Екадаші в зернах і бобах. Вважається, що з того часу, той хто вшановує богиню Екадаші дотримуючись посту, звільняється від усіх гріхів, а той, хто в цей день їсть зернобобові, приймає в себе гріх.

## Правила дотримання Екадаші
Перед постом Екадаші не переїдають. За добу до настання Екадаші і весь наступний день необхідно дотримуватись целібату. Піст є безпосереднім вираженням і символом глибших процесів, що відбуваються в душі. Тому варто контролювати витрати енергії в ці дні. Посту дотримуються або як повну відмову від споживання їжі, або як часткове обмеження в харчуванні.
Найкращий піст — це повне утримання від їжі і пиття. Хто ж не є в стані, тому дозволяється вживати їжу без зернових чи бобових і бажано лише раз після полудня. Цю їжу називають накта, тобто вечеря, яка повинна складатися з коренеплодів, фруктів, води, молочних продуктів, горіхів, цукру та овочів (крім грибів). У екадаші, за можливістю, потрібно пити і їсти не більше одного разу. Як говорить Шрі Крішна Арджуні — той, хто повністю постить в екадаші, отримає всю нагороду, а той, хто їсть накту отримає лише половину.
Щоб отримати найкращий ефект від посту, слід уникати: 
- денного сну,
- гоління,
- обтинання нігтів,
- розтирання маслом,
- вживання горіхів бетелю,
- їсти з бронзового посуду,
- доторкатися жінки в період її місячних; чандалів, п'яниць, ткачів і прачок.

Також, при вживанні їжі, крім зернових і бобових слід уникати наступного: 
- шпинату,
- меду,
- баклажанів,
- асафетиди
- морської солі (інші види солі, такі як кухонна сіль, допустимі), а також їжі в чужих будинках.

Приймати гомеопатичні ліки в цей святий день можуть тільки хворі.
В кожному місяці є два екадаші: один в темній половині місяця і один — у світлій. Вони мають однакову силу, що дає духовне благо.
Той, хто зовсім не може постити через серйозну хворобу або похилий вік, повинен знайти особливо духовну людину і пожертвувати їй в екадаші. Також він може слухати або читати про екадаші. Шрі Крішна особливо рекомендував цю практику, як допомога в досягненні результатів посту.
Час початку і кінця екадаші має принципове значення і залежить від часового поясу конкретного регіону. Тобто час дотримання екадаші в Делі, Нью-Йорку чи Києві може відрізнятися навіть на добу. Для того щоб визначити точний час входу і виходу з екадаші, астрологи розраховують календар для конкретних регіонів. Є спеціальні програми для обчислення термінів екадаші.
Після дотримання екадаші, необхідно завершити піст в певний період після сходу сонця наступного дня. Якщо екадаші завершується після цього часу, він вважається не дотриманим. Якщо екадаші випадково було пропущено, можна дотриматись його на наступний день — двадаші — і перервати піст на третій день — трийодаші. Для переривання екадаші достатньо з'їсти будь-яке зерно, тобто з'їсти те, що заборонено в екадаші.

## Блага, які отримують від Екадаші
У священних книгах індуїзму говориться, що той хто дає милостиню в перший день на повний місяць, отримує нагороду в 100 000 разів більше, ніж від звичайного пожертвування, а той, хто дає милостиню в день Санкранті (рівнодення) отримує благо в 400 000 разів більше ніж у звичайний день. Зате дотримуючись посту в екадаші, людина досягає всіх цих благих результатів. Також говориться, що піст в екадаші тотожне відвідуванню святого місця паломництва Курукшетре в час сонячного або місячного затемнення. Також, людина, що дотримується посту в екадаші, досягає блага, в сто разів більшого, ніж при виконанні ашвамедхі-ягьї. Хто хоч раз бездоганно дотримувався посту в екадаші, заслуговує те, що й той, хто годує 1000 жебраків щодня впродовж 60 000 років. Людина, яка один раз правильно виконує екадаші, отримує благо, що в десятки перевищує благо від роздачі 1000 корів брахманам, які чудово знають Веди. Слід зауважити, що людині, нагодувати одного Брахмачарі, відплачується в десять разів більше, ніж нагодувати у своєму будинку десять хороших брахманів. Але той, хто дарує землю нужденному і благочестивому брахманів, досягає в 1000 разів більшого, ніж нагодувати Брахмачарі, і в 1000 разів більше цього – благо від видачі чистої дівчини заміж за молодого, добре освіченого і порядного чоловіка. Але в 10 разів сприятливіше цього – правильне виховання дітей і повчання в їх духовному шляху, без очікування будь-якої нагороди. Та, в 10 разів краще, ніж це, давати хліб голодному. Тобто благо від дотримання повного посту в екадаші неможливо виміряти або з чим-небудь порівняти.
«Під час посту незбалансовані доші урівноважуються, розпалюється вогонь травлення, стан тіла і розуму нормалізується. Крім того, досягається фізична легкість, приплив сил і енергії, здоровий апетит і спрага, і так само гарний настрій».
(«Аюрведа», Аштангахрідаям 1,8)
«Чистота почуттів, правильне очищення, легкість тіла, здоровий апетит, своєчасне проявлення голоду і спраги, чистота області перикарду і горла, розслаблення тіла, бадьорість і свобода від ліні – такі блага, дарує піст».
(Аюрведа, Сітрастханам 14,17)
«Я тримаю піст, щоб контролювати своє тіло і душу. Він дає мені силу і рішучість у досягненні мети».
(М.К.Ганді)
«Якщо людина постить в екадаші, Я спалюю всі її гріхи і дарую Свій трансцендентний прихисток. Екадаші – найкращий день для руйнування всіх гріхів. Він дарується на благо всім».
(Шрі Крішна - Арджуні)

## Список Екадаші
В таблиці дані назви всіх екадаші і період в році, на котрий вони випадають:
| Екадаші             | Індійський місяць       | Місяць за Юліанським календарем |
| ------------------- | ----------------------- | ------------------------------- |
| Сапхала екадаші     | Пауша крішна-пакша      | грудень — січень                |
| Путрада екадаші     | Пауша шукла-пакша       | грудень — січень                |
| Шат-тила екадаші    | Магха крішна-пакша      | січень — лютий                  |
| Бхайми екадаші      | Магха шукла-пакша       | січень — лютий                  |
| Вайкунтха екадаші   | Пхалгун крішна-пакша    | лютий — березень                |
| Амалаки екадаші     | Пхалгун шукла-пакша     | лютий — березень                |
| Папамочани екадаші  | Чайтра крішна-пакша     | березень — квітень              |
| Камада екадаші      | Чайтра шукла-пакша      | березень — квітень              |
| Варутхіні екадаші   | Вайшакх крішна-пакша    | квітень — травень               |
| Мохіні екадаші      | Вайшакх шукла-пакша     | квітень — травень               |
| Апара екадаші       | Дж’єштха крішна-пакша   | травень — червень               |
| Пандава екадаші     | Дж’єштха шукла-пакша    | травень — червень               |
| Йогіні екадаші      | Ашад крішна-пакша       | червень — липень                |
| Шаяні екадаші       | Ашад шукла-пакша        | червень — липень                |
| Каміка екадаші      | Шраван крішна-пакша     | липень — серпень                |
| Павітропана екадаші | Шраван шукла-пакша      | липень — серпень                |
| Ананда екадаші      | Бхадрапад крішна-пакша  | серпень — вересень              |
| Паршва екадаші      | Бхадрапад шукла-пакша   | серпень — вересень              |
| Індіра екадаші      | Ашвін крішна-пакша      | вересень — жовтень              |
| Падміні екадаші     | Пурушоттам шукла-пакша  | -                               |
| Парама екадаші      | Пурушоттам крішна-пакша | -                               |
| Пашанкуша екадаші   | Ашвін шукла-пакша       | вересень — жовтень              |
| Рама екадаші        | Картік крішна-пакша     | жовтень — листопад              |
| Уттхана екадаші     | Картік шукла-пакша      | жовтень — листопад              |
| Утпанна екадаші     | Маргашірша крішна-пакша | листопад — грудень              |
| Мокшада екадаші     | Маргашірша шукла-пакша  | листопад — грудень              |